# Phoenicopterus floridanus
Phoenicopterus floridanus je izumrla prapovijesna vrsta ptice iz reda plamenaca. Živjela je u razdoblju ranog pliocena. Obitavala je diljem današnje Floride u SAD-u, gdje su nađeni njezini fosilni ostaci. O njoj se zna samo na temelju fosila. 